# Alejandro Lanari
Alejandro Fabio Lanari (Buenos Aires, 2 maggio 1960) è un ex calciatore argentino, di ruolo portiere.
Era soprannominato El Gato ("Il Gatto").

## Palmarès

### Competizioni nazionali
- Primera B Nacional: 1

Sportivo Italiano: 1986
- Campionato Argentino: 1

Rosario Central: 1986-1987